# 사가미오노역
사가미오노역(일본어: 相模大野駅)은 일본 가나가와현 사가미하라시 미나미구에 위치한 오다큐 전철의 역이다.

## 개요
역 사무실을 포함한 역 시설과 플랫폼 등 당역 설비의 거의 모든 것은 사가미오노 8초메 지내에 소재하지만 주거 표시 실시 지역으로 인한 주소 표기는 주된 출입구로 알려진 북쪽 출입구가 소재하는 사가미오노 3초메 8-1이다.
관구장 및 역장소재역이자 사가미오노 관구로 당역 ~ 이세하라역 구간과 히가시린칸역 총 10역을, 사가미오노 관내로 당역과 오다큐사가미하라역, 히가시린칸역을 관리하고 있다.
2022년 정말 살기좋은 마을 대상 2022에서 3위를 기록하였다.
신주쿠역, 요코하마역까지 약 35분, 시부야역까지 약 40분으로 도심 주요역으로의 이동이 양호하고, 하코네, 요코하마, 에노시마 같은 주요 관광지로의 접근성도 매우 용이하다.
역을 중심으로 대형 복합 상업시설이 여럿 있고, 슈퍼마켓, 음식점, 금융기관, 의료 시설 등이 집적되어 일상 생활을 폭넓게 커버해 편리성이 높다.
지역 재해 거점 병원이며 특정 기능 병원으로도 지정되어 있는 '기타사토 대학 병원'이나, 면역 이상 분야에 있어서의 고도 전문 의료 시설에 자리잡고 있는 '사가미하라 병원' 등의 종합병원도 생활권 내에서 통원이 쉽다.

## 이용 가능 철도 노선
당역에서 에노시마선이 분기한다.(시설 상의 분기점은 사가미오노 분기점)
- 오다큐 전철 - 역 번호 "OH 28"
  -  오다와라선
  -  에노시마선

## 역사
- 1929년 4월 1일: 현재지보다 0.2km 오다와라 방향에 오노 신호장 개설.
- 1938년 4월 1일: 이곳에 이전했던 육군 통신학교 근처역으로, 오노 신호장이 역으로 승격하는 형태로 통신학교역으로 영업 개시. "직통" 정차역이 됨. 각역 정차는 신주쿠 ~ 이나다노보리토역(현, 무코가오카유엔역) 구간만 운행하고 당역까지의 운행은 없었음.
- 1941년 1월 1일: 육군 시설의 은닉화에 따라 사가미오노역으로 역명 변경.
- 1944년 11월: 전황 악화로 인한 급행 운행 중단.
- 1945년 6월: 과거에 신주쿠 ~ 이나다노보리토역 구간만을 운행의 각역정차가 전 노선에서 운행하게 되어 각역정차의 정차역이 됨과 동시에 "직통"은 폐지됨.
- 1946년 10월 1일: 준급이 설정되어 정차역이 됨.
- 1951년 4월 1일: 급행 정차역이 됨.
- 1955년 3월 25일: 통근급행이 설정되어 정차역이 됨.
- 1957년: 여름에만 임시 열차가 설정되어 정차역이 됨.
- 1960년 3월 25일: 통근준급이 설정되어 정차역이 됨.
- 1962년 10월 19일: 오노 공장(현, 오노 종합 차량소) 개설.
- 1964년 11월 5일: "쾌속준급"이 설정되어 정차역이 됨.
- 1996년
  - 9월 1일: 현재지로 이전과 동시에 신역사와 남북연결통로 공용 개시.
  - 11월 1일: 오다큐 사가미오노 스테이션 스퀘어(사가미오노 미로드) 개업.
- 1997년 12월 28일: 영업을 신주쿠 방향으로 0.2km(현재지와 같은 위치) 이전, 구 역사는 사가미오노 분기점이 됨.
- 1998년 8월 22일: 사가미오노역 개량 공사 완성. 특급 로망스카의 정차 개시.
- 2000년 10월 14일: 간토의 역 백선에 선출됨.
- 2002년 3월 22일: 쇼난급행이 설정되어 정차역이 됨.
- 2004년 12월 11일: 쾌속급행, 구간준급이 설정되어 정차역이 되고 쇼난급행은 폐지됨.
- 2009년 12월: 역 구내 대합실과 승강장에 설치된 발차표 안내가 풀 컬러 LED식으로 갱신됨.
- 2012년 3월 17일: JR 고텐바선의 고텐바역까지 직통하는 특급 로망스카 "아사기리" 호의 정차 개시.
- 2014년 6월 19일: 차량 기지를 향해 가던 1500형 회송 전철이 탈선함[1].
- 2016년 3월 26일: 구간준급이 폐지됨.
- 2018년 3월 17일 : 다이어 개정 에 따라 신설된 통근준급의 정차역이 됨
- 2022년 6월 8일 : 부역명 「사가미여자대학 근처역」 을 설정
- 2024년
  - 6월 13일：하행 승강장(1·2번선)에 특급 차량 대응의 대개구 스크도어가 사용 개시.
  - 9월 2일 : Alexandros 의 악곡 「와타리도리」가 접근 멜로디에 사용 개시  .

## 역 구조
섬식 승강장 2면 4선 및 통과선 2선을 가진 지상역이자 교상 역사를 갖는다. 당역에서 우등 열차의 접속은 매우 많고, 승강장 폭이 넓지만 당역에 정차하는 에노사머선 열차가 많기 때문에 러시아워에 대응하여 승강장 폭을 넓혀놓았다.
역 남쪽에는 오노 종합 차량소가 두 곳이 있다.
하시가미역사를 갖춘다.
역사는 사가미오노 스테이션 스퀘어 라는 역 빌딩이고, Odakyu OX , 세이조이시, 빅카메라 등의 각종 전문점, 오다큐 호텔 센츄리 사가미오노가 입주하고 있다. 이전에는 오다큐 백화점이 임차인으로 들어갔다.
주로 외선인 1, 4번선을 에노시마선, 내선인 2, 3번선을 오다와라선 열차가 이용하지만 일부 변칙적인 운용을 할 때도 있다. 통과선에서는 에노시마선 진입이 불가능하기 때문에, 에노시마선 방향은 반드시 1, 2번홈을 지나야 한다. 이런 구조 때문에 에노시마 방면 정기 여객 열차는 로망스카를 포함하여 모든 열차가 이 역에 정차한다.

### 타는 곳
| 번호   | 노선         | 방향 | 방면                                | 비고                   |
| ------ | ------------ | ---- | ----------------------------------- | ---------------------- |
| 1      | 에노시마선   | -    | 야마토·후지사와·가타세에노시마 방면 | 일부 특급은 2번 승강장 |
| 2      | 오다와라선   | 하행 | 오다와라·하코네유모토 방면          | 일부 특급은 1번 승강장 |
| 통과선 | □ 오다와라선 | 하행 | (하행 특급·회송 열차가 통과)        |                        |
| 통과선 | □ 오다와라선 | 상행 | (상행 특급·회송 열차가 통과)        |                        |
| 3·4    | 오다와라선   | 상행 | 신주쿠· 지요다선· 조반 완행선 방면  |                        |

## 역 주변
역 동쪽에는 국도 제16호선(도쿄 순환)이, 북쪽에는 가나가와 현도 51호 마치다아쓰기선(행차 도로)이 지난다.
1980년대 초까지 행차 도로 북쪽과 사가미여자대학 사이에 사가미하라 미군 의료 시설이 존재했었으나 일본에 반환 이후 철거 부지의 이용으로 주택 시설(로비 시티 사가미오노 5번가), 상업 시설(이세탄(2019년 폐점)), 문화 시설(사가미여자대학 그린홀), 오락 시설(사가미오노 중앙 공원), 교육 시설(가나가와현립 사가미오노 고등학교(現 사가미하라 중등교육학교))등 외 역 주변의 언더 패스, 육교 설치를 하면서 건널목의 폐지, 재개발 등을 실시하였다.
그러나 상업 면에서는 인접역의 마치다역 주변에 이미 상권이 형성된 것에서 규모로는 중간 정도이다.

### 북쪽
- bono 사가미오노
- 미쓰비시도쿄UFJ은행 사가미오노 지점
- 미쓰이스미토모 은행 사가미오노 지점
- 미쓰이스미토모 신탁 은행 사가미오노 지점
- 미즈호 은행 사가미오노 지점
- 리소나 은행 사가미오노 지점
- 요코하마 은행 사가미오노 지점
- 시즈오카 은행 사가미오노 지점
- 사가미오노 우체국
- 사가미오노고 우체국
- 사가미여자대학
- 가나가와현립 사가미하라 중등교육학교
- 가나가와현립 가나가와 종합 산업 고등학교(구. 가나가와현립 사가미다이 공업고등학교)
- 기타사토대학 사가미하라 캠퍼스
- 여자미술대학 사가미하라 캠퍼스
- 사가미여자대학 그린홀
- 사가미하라시립 사가미오노 도서관
- 사가미하라시 미나미구 합동청사
  - 사가미하라시 미나미구청
  - 사가미하라미나미 시민홀
  - 오노미나미공민관
- 가나가와현 코소 합동 청사
  - 사가미하라 현세 사무소
  - 사가미하라 미나미 수도 영업소
- 일본연금기구 사가미하라 연금 사무소
- 사가미하라시 미나미 보건 복지 센터
- 가나가와현 경찰 사가미하라미나미 경찰서
- 사가미하라시 소방국 사가미하라미나미 소방서
- 기타사토대학 병원
- 가나가와현립 사가미하라 공원
- 사가미하라시립 아사미조다이 공원

### 남쪽
- 슈퍼 산와 사가미오노점
- 우엘시아 약국 사가미 오노점
- 일본연금기구 사가미오노 연금 상담 센터
- 사가미오노 병원
- 호텔 선 에이트

### 동북쪽
- 기타사토대학 스쿨 버스 승강장
- 사가미오노역 북쪽 출입구 공원

### 동남쪽
- 사가미오노역앞 우체국
- 사가미하라시립 야구치 중학교

## 인접역
| 오다큐 오다와라선                    | 오다큐 오다와라선 | 오다큐 오다와라선                       |
| ------------------------------------ | ----------------- | --------------------------------------- |
| OH 27 마치다 신주쿠 방면             | ■ 쾌속급행 ■ 급행 | 에비나 OH 32 오다와라 방면              |
| OH 27 마치다 아야세 방면             | □ 통근준급        | 오다큐사가미하라 OH 29 (하행 열차 없음) |
| OH 27 마치다 아야세 방면             | ■ 준급            | 오다큐사가미하라 OH 29 오다와라 방면    |
| OH 27 마치다 신주쿠 방면             | ■ 각역정차        | 오다큐사가미하라 OH 29 오다와라 방면    |
| 오다큐 에노시마선                    |                   |                                         |
| 오다와라선 신주쿠 방면으로 직결 운행 | ■ 쾌속급행 ■ 급행 | 주오린칸 OE 02 가타세에노시마 방면      |
| 오다와라선 신주쿠 방면으로 직결 운행 | ■ 각역정차        | 히가시린칸 OE 01 가타세에노시마 방면    |